# Strehla
Strehla è una città di 3 680 abitanti della Sassonia, in Germania.
Appartiene al circondario (Landkreis) di Meißen (targa MEI).